# Litvinenko (série télévisée)
Production
Diffusion
Litvinenko, ou de son nom complet Meurtre au Polonium - L'affaire Litvinenko , est une mini-série britannique en 4 épisodes écrite par George Kay (en) et réalisée par Jim Field Smith (en) pour ITVX (en).
Elle met en scène David Tennant dans le rôle d'Alexander Litvinenko, un ancien agent des services secrets russes devenu lanceur d'alertes, décédé en 2006 à la suite d'un empoisonnement au polonium 210.
La série est diffusée pour la première fois au Royaume-Uni le 15 décembre 2022 sur le réseau ITVX (en). En France, la série est diffusée du 19 janvier 2023 au 26 janvier 2023 sur M6.

## Synopsis
La série présente le combat de Marina Litvinenko et de la police londonienne qui a enquêté durant 10 ans pour retrouver les responsables de l'assassinat par empoisonnement de l'ancien espion russe Alexander Litvinenko en 2006.

## Distribution

### Acteurs principaux
- David Tennant (VF : Sacha Petronijevic) : Alexander Litvinenko
- Margarita Levieva (VF : Alexia Lunel) : Marina Litvinenko
- Mark Bonnar (VF : Alexis Victor) : le commissaire Clive Timmons
- Neil Maskell (VF : Pierre Tessier) : le capitaine Brent Hyatt de Scotland Yard
- Mark Ivanir (VF : Féodor Atkine) : Alexender Goldfarb
- Daniel Ryan (en) (VF : Bernard Bollet) : Peter Clarke
- Barry Sloane (VF : Laurent Maurel) : le lieutenant Jim Dawson
- Temirlan Blaev : Anatoly Litvinenko
- Kayla Meikle : Deborah Maxwell
- Richard Pepper (VF : Nicolas Djermag) : Duncan Ball

Actrices et acteurs principaux de la série
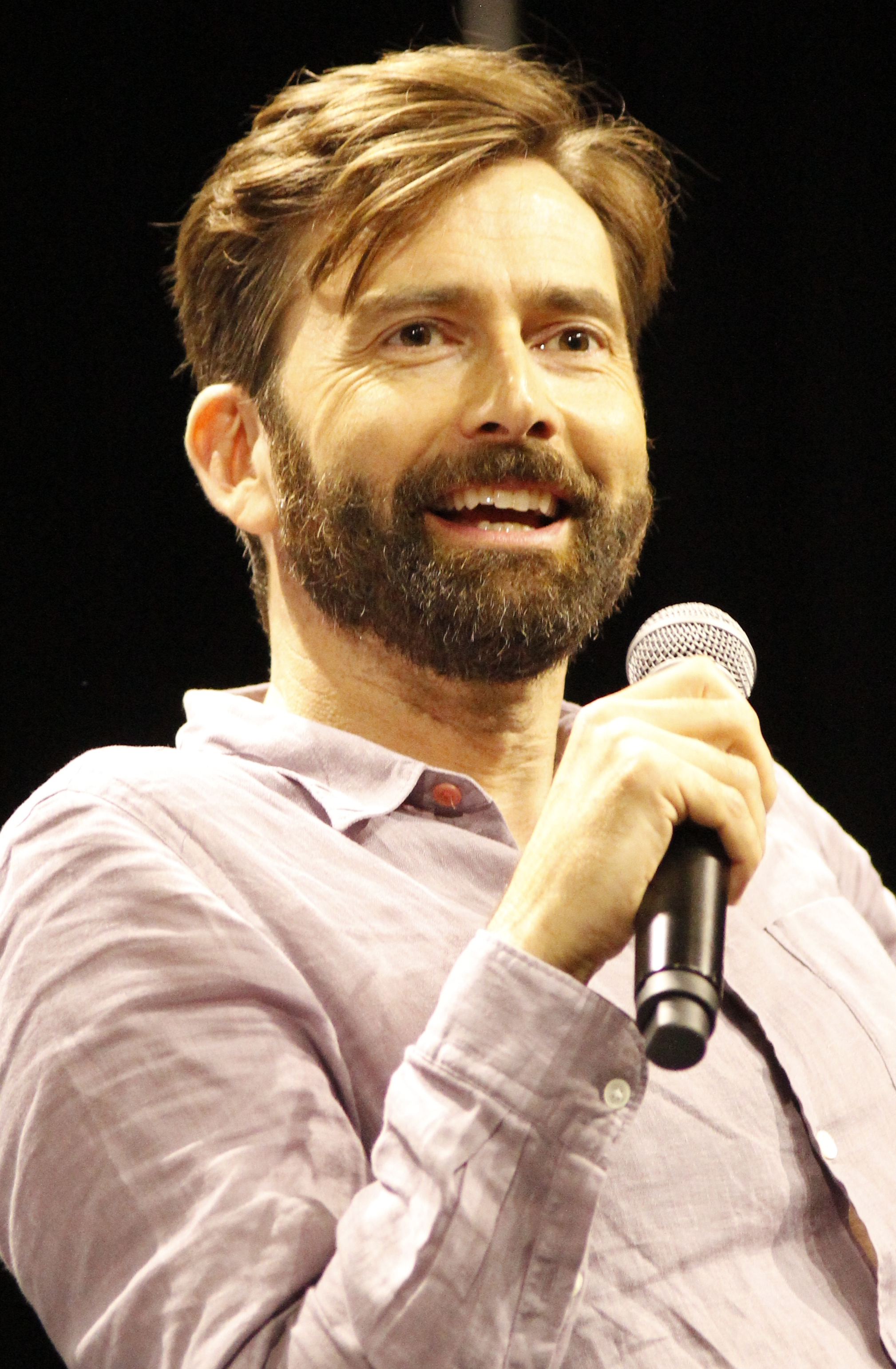
David Tennant
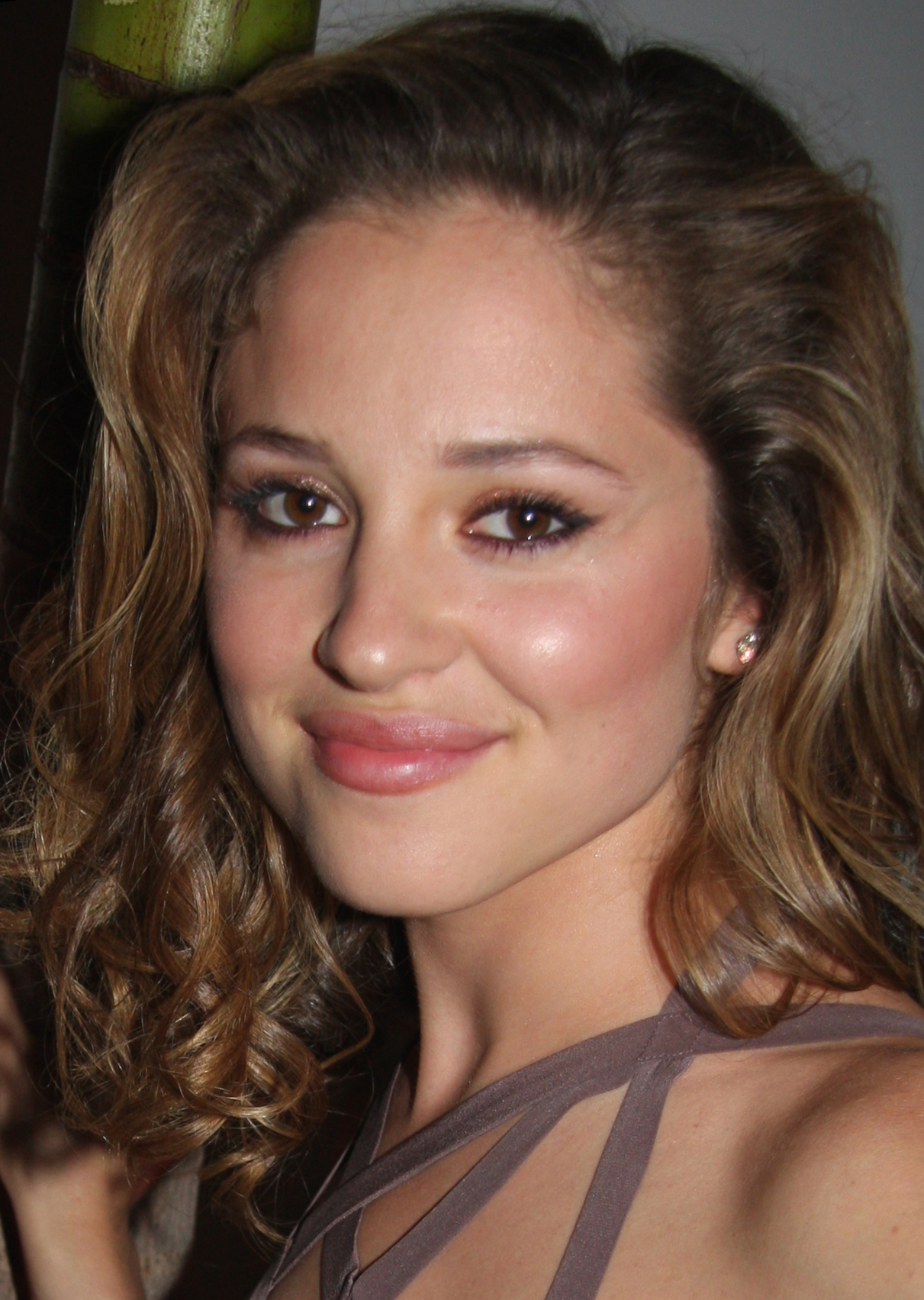
Margarita Levieva

### Acteurs récurrents
- Sam Troughton (VF : Sébastien Desjours) : l'inspecteur Brian Tarpey
- Nikolai Tsankov : Boris Berezovsky
- Marcus Onulide (VF : Yves Letzelter) : Aidan
- Ian Conningham (VF : Sébastien Ossard) : Dr Nick Gent
- Estella Daniels (VF : Déborah Claude) : Dr Onome George
- Simon Paisley Day (en) : John Scarlett
- Stephen Campbell Moore (VF : Jérôme Rebbot) : Ben Emmerson
- Radosław Kaim (en) : Andrey Lugovoy
- Simon Haines : Dr Benjamin Swift
- Maggie Evans (VF : Marie-Martine) : Pr Pat Troop
- Sam Marks (VF : Jérémy Bardeau) : Oliver Gadney
- Zoe Telford (VF : Hélène Bizot) : Ingrid Campbell

 Source et légende : version française (VF) sur RS Doublage

## Production

### Développement
En septembre 2021, ITV annonce une série de George Kay produite en association avec Tiger Aspect et dont Jim Field Smith sera le réalisateur. David Tennant et Margarita Levieva sont annoncés pour les rôles d'Alexander et Marina Litvinenko, les acteurs Neil Maskell et Mark Bonnar jouant le rôle des officiers de police interviewant Litvinenko sur son lit d'hôpital.
Le tournage se déroule à Londres en octobre 2021.
Simultanément à la série, ITV demande à la société Firecracker Films de produire un film documentaire d'une heure détaillant l'empoisonnement au Polonium-210, incluant des interviews de Marina Litvinenko et d'autres personnalités de terrain tels que les responsables de la Health Protection Agency et du Chilton’s Radiation Metrology Lab ou encore de l'un des médecins et l'infirmière de Litvinenko durant son hospitalisation à l'University College London Hospital.

### Fiche technique
Sauf indication contraire, les informations mentionnées dans cette section peuvent être confirmées par la base de données cinématographiques Allociné,  présente dans la section « Liens externes ».
- Titre original : Litvinenko
- Réalisation : Jim Field Smith (en)
- Scénariste : George Kay (en)
- Producteurs : Lucy Bedford, Jim Field Smith, Josephine Zapata Genetay, Patrick Spence, Faiza Tovey
- Société(s) de production : ITV Studios, Tiger Aspect Productions, Nordic Entertainment Group
- Pays d'origine :  Royaume-Uni
- Langue originale : anglais
- Format : couleur / 16:9
- Genre : Drame, Biopic
- Durée : 4*47 minutes
- Version française : 
  - Société de doublage : Imagine
  - Adaptation des dialogues : Lucille Dumoulin

## Épisodes
Les épisodes, sans titres, sont numérotés de un à quatre.
1. Épisode 1
2. Épisode 2
3. Épisode 3
4. Épisode 4

## Diffusion
En mars 2022, le projet est annoncé dans le lot des productions destinées au nouveau service de streaming ITVX du réseau britannique ITV.
En octobre 2022, on annonce que le projet est vendu sur plus de 80 marchés internationaux, tels que Seven Network en Australie, Viaplay dans les pays nordiques, aux Pays-Bas et en Pologne, TVNZ en Nouvelle-Zélande, Sundance Now et AMC+ aux États-Unis, Amazon Prime Video pour le Canada et Now TV (en) pour Hong Kong. Viacom18 obtient les droits pour le sous-continent indien et M-Net pour l'Afrique. En Europe, les droits sont acquis par M6 en France, ProSiebenSat.1 en Allemagne et Sky Italia.

## Réception
- The Guardian : Lucy Mangan attribue la note de 2/5 étoiles[11],
- The Telegraph : Anita Singh attribue 3/5 étoiles[12],
- Allociné : 3,6/5  pour 49 notes[2],
- IMDB : 7.3/10 pour 1322 notes[13],
- Metacritic : 58/100 pour 8 critiques[14],
- Rotten Tomatoes : 67% pour 9 critiques[15].

## Audiences
En France, la série est diffusée le jeudi vers 21 h 10 sur M6 les 19 et 26 janvier 2023.
| Épisodes             | Diffusion             | Diffusion            | Audience moyenne          | Audience moyenne                      | Audience moyenne        | Audience moyenne | Réf.   |
| Épisodes             | Jour                  | Horaire              | Nombre de téléspectateurs | Part de marché(sur les 4 ans et plus) | Part de marché(FRDA-50) | Classement       | Réf.   |
| -------------------- | --------------------- | -------------------- | ------------------------- | ------------------------------------- | ----------------------- | ---------------- | ------ |
| 1                    | Jeudi 19 janvier 2023 | 21:10 - 22:05        | 1 353 000                 | 6,3 %                                 | 10,3 %                  | 4e               | [ 16 ] |
| 2                    | Jeudi 19 janvier 2023 | 22:10 - 23:05        | 1 069 000                 | 6,2 %                                 | 10,3 %                  | 4e               | [ 16 ] |
| 3                    | Jeudi 26 janvier 2023 | 21:10 - 22:05        | 1 017 000                 | 5 %                                   | 9 %                     | 5e               | [ 17 ] |
| 4                    | Jeudi 26 janvier 2023 | 22:10 - 23:05        | 943 000                   | 5 %                                   | 9 %                     | 5e               | [ 17 ] |
|                      |                       |                      |                           |                                       |                         |                  |        |
| Moyenne de la saison | Moyenne de la saison  | Moyenne de la saison | 1 095 000                 | 5,6 %                                 |                         |                  |        |